# Cook Islands Round Cup 2021
Der Cook Islands Round Cup 2021 war die 51. Spielzeit des höchsten Fußballwettbewerbs der Cookinseln für Männer. Die Saison begann am 21. August 2021 und endete am 30. November 2021.
Titelverteidiger war der Tupapa FC, der in diesem Jahr den zweiten Platz hinter dem neuen Meister Sokattack Nikao belegen konnte.

## Modus
Am Cook Islands Round Cup nahmen in diesem Jahr sechs Mannschaften teil. Deshalb spielte jede Mannschaft dreimal gegen jede andere Mannschaft. Insgesamt wurden somit 15 Spieltage ausgetragen.

## Tabelle
| Pl. | Verein          | Sp. | S  | U | N | Tore    | Diff. | Punkte |
| --- | --------------- | --- | -- | - | - | ------- | ----- | ------ |
| 1.  | Sokattack Nikao | 15  | 12 | 1 | 2 | 038:600 | +32   | 37     |
| 2.  | Tupapa FC (M)   | 15  | 11 | 1 | 3 | 043:150 | +28   | 34     |
| 3.  | Titikaveka FC   | 15  | 6  | 4 | 5 | 027:270 | ±0    | 22     |
| 4.  | Avatiu FC       | 15  | 4  | 3 | 8 | 018:390 | −21   | 15     |
| 5.  | Puaikura FC     | 15  | 2  | 4 | 9 | 012:300 | −18   | 10     |
| 6.  | Matavera FC     | 15  | 1  | 5 | 9 | 017:380 | −21   | 08     |

| (M) | amtierender Meister der Saison 2020 |